# 石弘之
石 弘之（いし ひろゆき、1940年5月28日 - ）は、日本の環境ジャーナリスト、環境問題研究者。専門は地球環境論。朝日新聞編集委員を経て東京大学教授、駐ザンビア特命全権大使等を歴任した。
その他にも、国連環境計画上級顧問、国連開発計画上級顧問、東欧環境センター常任理事、国際協力機構参与、通商産業省産業構造審議会委員、運輸省運輸政策審議会環境部会長、持続可能な開発のための日本評議会議長などを務めた。

## 来歴
東京市（現東京都豊島区）生まれ。1953年、東京教育大学附属小学校（現・筑波大学附属小学校）卒業、1959年同中学校・高等学校（現・筑波大学附属中学校・高等学校）卒業、1965年東京大学教養学部教養学科卒業。
同年、朝日新聞社に入社し、静岡支局、長野支局、東京本社科学部記者を経験する。1979年ニューヨーク特派員。1983年帰国して東京本社科学部次長。1985年、アフリカ駐在編集委員兼国連環境計画上級顧問、1987年に帰国して編集委員。1994年朝日新聞社を退社し、デビッド・スズキ財団研究所研究員。
1996年、東京大学大学院総合文化研究科教授（国際環境科学担当）、1999年4月東京大学大学院新領域創成科学研究科環境学専攻教授（開発環境学担当）、2002年10月、駐ザンビア特命全権大使。2005年5月、北海道大学大学院公共政策学連携研究部特任教授、2008年4月、東京農業大学教授。国際日本文化研究センター客員教授も務めた。

## 親族
- 教育学者の石三次郎（東京教育大学教授）は父。
- 経済学者の石弘光（一橋大学名誉教授）は実兄。
- 末弟の石和久は日本の医師、医学博士であり順天堂大学名誉教授。
- 他に姉1人、弟1人。

## 受賞
- 1987年 国連ボーマ賞[2]
- 1988年 毎日出版文化賞
- 1989年 グローバル500賞（国連環境計画）

## 著書

### 単著
- 『蝕まれる地球』（朝日新聞社、1979）
- 『蝕まれる森林』（朝日新聞社、1985）
- 『地球生態系の危機：アフリカ奥地からのリポート』（筑摩書房、1987）
- 『地球環境報告』（岩波新書、1988）
- 『いま地球がたいへんだ（地球の健康診断）』（草土文化、1990）
- 『地球破壊七つの現場から』（朝日選書、1990）
- 『地球への警告』（朝日文庫、1991）
- 『酸性雨』（岩波新書、1992）
- 『崩壊する地球生態系：アフリカからの報告」（ちくま学芸文庫、1993）
- 『インディオ居留地：地球破壊で追われる先住民』（朝日選書、1994）
- 『このままだと「20年後の地球」はこうなる：プロローグ篇』 （20年後シリーズ）（カタログハウス、1996）
- 『地球環境報告Ⅱ』（岩波新書、1998）
- 『知られざる地球破壊』 （小学館文庫、2000）
- 『私の地球遍歴：環境破壊の現場を求めて』（講談社、2002／洋泉社ＭＣ新書、2008）
- 『世界の森林破壊を追う：緑と人の歴史と未来』（朝日選書、2003）
- 『子どもたちのアフリカ：「忘れられた大陸」に希望の架け橋を』（岩波書店、2005）
- 『地球・環境・人間』（岩波書店、2006）
- 『地球・環境・人間Ⅱ』（岩波書店、2008）
- 『地球環境「危機」報告：いまここまできた崩壊の現実』（有斐閣、2008）
- 『キリマンジャロの雪が消えていく：アフリカ環境報告』（岩波新書、2009）
- 『火山噴火・動物虐殺・人口爆発：20万年の地球環境史』（洋泉社・歴史新書、2010）
- 『地球環境の事件簿』（岩波書店、2010）
- 『名作の中の地球環境史』（岩波書店、2011）
- 『歴史を変えた火山噴火：自然災害の環境史』（世界史の鏡）（刀水書房、2012）
- 『地球環境と人類史：最新研究で読む』（洋泉社、2016）
- 『感染症の世界史：人類と病気の果てしない戦い』（洋泉社、2014／KADOKAWA、2018）
- 『環境再興史：よみがえる日本の自然』（KADOKAWA、2019）
- 『砂戦争：知られざる資源争奪戦』（KADOKAWA、2020）
- 『図解　感染症の世界史』（KADOKAWA、2021）

### 共著
- （柏原精一）『自然界の密航者』（朝日新聞社、1986）
- （岡島成行・原剛）『徹底討論地球環境：環境ジャーナリストの「現場」から』（福武書店、1992）
- （渡辺正編、鈴木英夫・鈴木基之）『地球環境を考える』（丸善、1994）
- （平山郁夫・高野孝子）『世界遺産のいま』（朝日新聞社、1998）
- （安田喜憲・湯浅赳男）『環境と文明の世界史：人類史20万年の興亡を環境史から学ぶ』（洋泉社、2001）
- （石紀美子）『鉄条網の歴史：自然・人間・戦争を変貌させた負の大発明』（洋泉社、2013）

### 編著
- 『環境学の技法』（東京大学出版会、2002）

### 共編著
- （沼田真）『環境危機と現代文明』 （講座 文明と環境）（朝倉書店、1996）
- （樺山紘一・安田喜憲・義江彰夫）『環境と歴史』（新世社、1999）
- （東京大学大学院新領域創成科学研究科石弘之環境ゼミ）『必読!環境本100』（平凡社、2001）

### 訳書
- ラザフォード・プラット『水：生命をはぐくむもの』（梅田敏郎・西岡正との共訳、紀伊国屋書店、1975／新装復刊版、1997）
- ピーター・ファーブ『土は生きている』（見角鋭二との共訳、蒼樹書房、1976）
- A.ネルソン=スミス『石油汚染と海の生態』（紀伊國屋書店、1977）
- E.P.エックホルム『失われゆく大地：地球に迫る生態学的危機』（水野憲一との共訳、蒼樹書房、1978）
- エリック・P.エックホルム『地球レポート：緑と人間の危機』（水野憲一との共訳、朝日選書、1984）
- クライブ・ポンティング『緑の世界史（上・下）』（京都大学環境史研究会との共訳、朝日選書、1994）
- ジョン・マコーミック『地球環境運動全史』（山口裕司との共訳、岩波書店、1998）